# گمینا بوژنگن
گمینا بوژنگن (به لهستانی:  Gmina Burzenin) یک گمینا در لهستان است که در شهرستان شراتس واقع شده‌است. گمینا بوژنگن ۱۱۸٫۹۶ کیلومتر مربع مساحت و ۵٬۶۶۵ نفر جمعیت دارد.